# Villa Kenwin
La villa Kenwin, parfois également appelée villa Kenwin-Bauhaus, est un bâtiment situé sur le territoire de la commune vaudoise de La Tour-de-Peilz, en Suisse.

## Histoire
La villa Kenwin est construite entre 1930 et 1931 par l'architecte allemand Hermann Henselmann sur les plans dressés quelques années auparavant par Alexander Ferenczy.
Elle tire son nom des trois premières lettres des prénoms de ses premiers propriétaires, le réalisateur Kenneth Macpherson (en) et l'écrivain Annie Winifred Ellerman (Bryher). Ils y habiteront pendant quelques années en compagnie de la poétesse H.D., maîtresse de Macpherson et amante d'Ellerman, accompagnée de sa fille Perdita. La villa servira de décor au film Borderline.
Laissée à l'abandon après la mort de Bryher qui y vivra jusqu'en 1983, elle est rachetée en 1987 par l'architecte Giovanni Pezzoli qui conduit une rénovation complète du bâtiment. Celui-ci est inscrit comme bien culturel suisse d'importance nationale.
En 1996, un film documentaire intitulé « Kenwin » et racontant l'histoire de la villa Kenwin a été réalisé par Véronique Goël sur la base d'images d'archives.